# Мірко Вуйллермін
Мірко Вуйллермін (італ. Mirko Vuillermin) — італійський шорт-трековик, олімпійський чемпіон та медаліст, чемпіон світу та призер чемпіонатів світу.
Золоту олімпійську медаль та звання олімпійського чемпіона Вуйллермін виборов на Ліллегаммерській олімпіаді 1994 року разом із товаришами з італійської команди в естафеті на 5000 м. На тій же олімпіаді він був другим на дистанції 500 метрів, що принесло йому срібну медаль.
Спортивна кар'єра Вуйллерміна обірвалася в 1997 році, коли його мотоцикл врізався у вантажний автомобіль. Сталося це майже одразу ж після того, як його товаришу по команді Ораціо Фагоне ампутували ногу після подібного інциденту. Вуйллермін лікувався цілий рік, але в змагання не повернувся.

## Виноски
1. ↑  Lillehammer 1994 Official Report - Volume 3 (PDF). Lillehammer Olympic Organizing Committee. LA84 Foundation. 1994. Архів оригіналу (PDF) за 2 грудня 2010. Процитовано 16 січня 2014.